# Nevriye Yılmaz
Nevriye Yılmaz (Plovdiv, 16 juni 1980) is een Turks voormalig basketbalspeelster. Zij beëindigde in 2016 haar actieve carrière bij Galatasaray, waar ze daarna assistent-trainer werd.

## Erelijst

### Als speler
- Galatasaray:
  - EuroLeague Women (1x): 2014
  - Landskampioen van Turkije (3x): 2000, 2014, 2015
  - Turkse bekerwinnaar (3x): 2012, 2013, 2014

- Fenerbahçe:
  - Landskampioen van Turkije (7x): 2006, 2007, 2008, 2009, 2010, 2011, 2012
  - Turkse bekerwinnaar (4x): 2006, 2007, 2008, 2009

- Nationale ploeg:
  - EuroBasket Women Tweede plaats (1x): 2011